# Gertrude Yorkes
Gertrude «Gert» Yorkes (conocida brevemente como Arsénica), es un personaje que aparece en los cómics estadounidenses publicados por Marvel Comics. Fue creada por el autor Brian K. Vaughan y el artista Adrian Alphona, y debutó en el primer número de Runaways (julio de 2003) con la mayoría de los otros personajes principales. Como todos los miembros de los Runaways originales, es hija de villanos con habilidades especiales; en el caso de Gert, sus padres son viajeros del tiempo. Gertrude, a menudo llamada «Gert» para abreviar, es considerada como la más inteligente de los Runaways, pero también la más sarcástica y cínica. Mide aproximadamente 1,55m y pesa 57 kg., lleva gafas y tiene el pelo teñido de púrpura.
En 2018, la página web Marvel.com nombró la muerte de Gert como la sexta de las 10 muertes más emotivas en la historia de Marvel Comics.
Gert Yorkes es interpretada por Ariela Barer en la serie de televisión Runaways, ambientada en el Universo cinematográfico de Marvel.

## Historial de publicación
Gertrude Yorkes apareció por primera vez en Runaways #1 (julio de 2003) y fue creada por Brian K. Vaughan y Adrian Alphona.

## Biografía del personaje de ficción

### El Orgullo
Hija de Dale y Stacey Yorkes, Gert es vista por primera vez gritar que ella no quiere ir a la organización anual de la supuesta caridad Wilders; después de ser testigo del asesinato de una niña inocente a manos de sus padres ("The Pride"), ella está sorprendida de que sus padres son aparte de esto, pero Gert es la única a la que no le sorprende que sus padres son en realidad villanos, diciendo que ella había sospechado que sus padres eran malvados desde que su cerdo mascota desapareció misteriosamente. Gert se une a su equipo en el escape de sus respectivos hogares. Antes de irse, sin embargo, Gert descubre un dinosaurio en una habitación escondida en su sótano con el cual comparte un vínculo telepático, lo que significa que ella obedece cada una de sus órdenes. Debido a un mensaje holográfico con los padres de Gert y el hecho de su sótano está lleno de antigüedades raras, los Runaways concluyen que los padres de Gert en realidad son viajeros del tiempo. Después de escaparse, Gert toma el nombre de Arsenic y nombra a su dinosaurio Compasión, una referencia a la película del mismo nombre. Mientras que los otros miembros tienen nombres clave para ser más como superhéroes, Gert toma su nombre para cortar todos los lazos con sus padres y su vida anterior. Más tarde, ella y los otros fugitivos deciden usar sus nombres reales de nuevo, pero por Compasión continúa con su nombre, ya que ella no tenía ningún nombre antes.

### Personalidad
A lo largo de todo el primer volumen, Gert se niega a responder a su nombre de pila y se pega a su nombre en clave el más largo de todos los Runaways, que comienzan a dejar sus nombres reales. La visión cínica de Gert sobre sus padres (y los adultos en general) es constante a través del primer y segundo volúmenes, donde su creencia de que sus padres mataron a su mascota, el cerdo, se vuelve más fuerte. A pesar de que todos los Runaways comparten una desconfianza de los adultos, Gert sigue siendo la más creyente y expresiva de esta filosofía.

Karolina: Tus padres son malvados.
 Gert: Bueno, si ese es nuestro único criterio, este lugar se va a llenar rápidamente.
Charla entre Karolina y Gert después de que un nuevo miembro, Topher, se une al grupo.

La actitud cínica de Gert se rompe después de resucitar de Chase de ahogarse (después de su último encuentro con The Pride), con quien comparte un apasionado beso después de que él se despierta; es generalmente aceptado que Chase y Gert se convierten en una pareja en este momento. Después de la batalla, el gobierno se vio obligado a admitir que los Runaways no son asesinos, sino las víctimas. Gert es enviada a vivir en un internado, mientras que los Vengadores mantenían a Compasión en un centro de detención secreto en Los Ángeles. Un par de meses más tarde, ella se escapa de la escuela para unirse a sus amigos y, con la ayuda de Chase, liberan a Compasión. Ella se une al escuadrón en el Leapfrog, un viejo transporte terrestre / marítimo de The Pride también confiscada por los Vengadores, y huye a empezar la vida como vigilantes de tiempo completo.

### Como un fugitivo / muerte
En el segundo volumen se encuentra Gert luchando bajo el mando de Nico, todavía saliendo con Chase. Poco después, una de las viejas máquinas del tiempo de sus padres aparece en el nuevo albergue, a bordo de ella una mujer en buena condición física, de pelo negro, sin gafas, que dice ser Gert del futuro; esta versión de Gert creció hasta convertirse en el líder de los Vengadores bajo el alias de Heroine. Heroine advierte a los Runaways de Victor Mancha, una amenaza latente que crecerá hasta matar a todos los héroes bajo el alias de "Victorious". La Gert del futuro muere en los brazos de Chase sin poder terminar de decir: "Te amo." El equipo pelea contra Ultron y lo derrota, y Víctor reescribe su programación y afirma que está libre de la influencia de Ultron. Nico le invita a formar parte del equipo. Poco después los Runaways viajan a la ciudad de Nueva York, un nuevo Pride le revelan un beso compartido entre Chase y Nico a Gert.; Gert está angustiada y los Runaways empieza a deteriorarse; Molly es secuestrada y Compasión ataca físicamente a Nico. Gert y Nico son capaces de dejar de lado sus diferencias para rescatar a Molly de este nuevo Pride, pero durante el rescate, Gert lleva recibe una daga en el estómago para salvar a Chase. En sus últimos momentos, Gert transfiere el control empática de Compasión a Chase, asegurando que el dinosaurio viviría. Gert muere en los brazos de Chase, perdonando a Chase por besar a Nico, sin terminar de decir: "Te amo."

### Home Schooling Arc
Chase tropieza con una chica que posee un gran parecido con la Gert del futuro, pero no lo reconoce. Inicialmente aturdido, él la persigue para alcanzarla, con una temeraria imprudencia atraviesa el tráfico. Ella le grita para que se detenga, al mismo tiempo que una silueta parecida a Compasión aparece en un callejón detrás de ella, pero él es golpeado por una camioneta. La chica se marcha mientras que paramédicos se apresuraran a llevar a Chase a un hospital.

### Resurrección
Chase finalmente puede regresar en el tiempo y rescatar a Gert desde el momento de su muerte, llevándola directamente a Nico, quien puede salvar la vida de Gert a través de una serie de hechizos que incluyen llamar a un podólogo (como el médico más cercano a Nico en ese momento) para tratar las lesiones de Gert. Aunque rápidamente regresa a su antiguo vínculo con Compasión, Gert se estremece al enterarse de cómo los Runaways se han desmoronado desde su muerte, sus palabras inspiraron al equipo a regresar y rescatar a Molly de su manipuladora abuela.

## Relación con otros Runaways
Gert rara vez interactúa con Karolina. Las dos han remarcar sobre la apariencia de las otra o de su familia, pero rara vez se les ha visto conversar al igual que con los otros personajes. Gert es quien a menudo cuidar a Molly, aunque Molly tiene relaciones más fraternales con Chase y Víctor. Gert, a pesar de un posible futuro entre ella y Víctor, a menudo lo defendido. Gert sale con Chase desde Runaways volumen 1, edición 16, hasta Runaways volumen 2, número 18. Su relación se define a menudo por disputas - momentos de estupides de Chase a menudo se enfrentaron con chistes sarcásticos de Gert. La relación de Gert con Chase la suavizó un poco, aunque no perdió del todo su tono sarcástico. Su relación se desarrolló rápidamente, con algunos comentarios fuera de lugar que sugiere que compartían la misma cama y eran sexualmente íntimos.40 Sin embargo, su relación se ve amenazada cuando Gert se enteró de que Nico había besado Chase; aunque Chase rechazó las propuestas de Nico, Gert estaba todavía dolía de que Chase había mantenido ocultas la interacción con ella. Ella reveló su inseguridad sobre su aspecto y el temor de que Chase finalmente la dejarla por una chica más bonita.Aunque se implicaba que ella estuviese herida más allá de la reconciliación, ella todavía se abalanzó hacia un edificio en llamas para salvar a la Caza de Geoffrey Wilder después de su caída. Ella mintió acerca de algunos detalles sobre el pasado de Chase para mantener Geoffrey de que lo sacrificar y Geoffrey cayó por el bluff, pero en su lugar hundió su daga en el estómago de Gert. Mientras agonizaba, ella transfirió el control de Compasión a Chase y murió perdonando Chase por el beso de Nico y sin terminar de decir que lo amaba.
Gert y Nico habían sido amigos desde su nacimiento. Nico revela que Gert había sido siempre una pensadora liberal ya que Gert escondió todas las muñecas My Little Pony de Nico en el bosque porque Gert pensó que los animales deben ser libres. Nico le tejió a Gert una bufanda púrpura para su cumpleaños y que incito a Gert a teñir el pelo del mismo color. A pesar de que a veces cuestiona a Nico, Gert siempre estaba junto a su amiga con inquebrantable lealtad. La lealtad de Gert no iba sin reconocido, ya que Nico le pidió a Gert hacerse cargo del liderazgo si algo le sucede. A pesar de que su relación se volviera tensa después de Gert descubrió el beso de Nico, estas se reconciliaron poco después, tras una ronda de lanzar insultos, lo que demuestra la estrecha relación y el respeto que compartían. Nico sufrió durante mucho tiempo después de la muerte de Gert, hasta el punto de experimentar la culpa del superviviente.
Después de que Gert es 'resucitada' por Chase haciendo un viaje en el tiempo y trayendo a la Gert moribunda al presente para ser salvada, Gert rápidamente ayuda a que el resto de los Runaways vuelvan a formar un solo equipo.

## Poderes y habilidades
Gert no tiene poderes físicos, sino un vínculo mental con Compasión. Compasión hace su primera aparición después de haber sido descubierto en un compartimiento secreto en el sótano de Gert. Gert descubrió que tenía un vínculo telepático a Compasión cuando el dinosaurio se detuvo de devorar a los Runaways porque Gert gritó "¡Basta!" por el miedo. En uno de los primeros encuentros entre los Runaways y The Pride, Gert también descubrió que tenían un vínculo empático cuando ella experimentó el mismo dolor que Compasión sentía. El vínculo telepático de Gert a Compasión le permite comunicarse directamente con el dinosaurio y mandar a hacer cualquier cosa que quisiera. El vínculo trabajó en ambos sentidos, lo que permite a Compasión transferir sus pensamientos directamente a Gert, pero Compasión no puede dar órdenes a Gert de la misma manera. Compasión era incondicionalmente leal a Gert, incluso hasta el punto de luchar contra el equipo; Compasión, una vez golpeo a Nico sin que Gert se lo ordenara, cuando Gert y Nico tuvieron su breve pelea. El vínculo empático de Gert and Compasión era beneficioso, ya que cada vez que una fue sanada, la otra siempre mejoraría. Sin embargo, también las hizo vulnerables a lesiones por las cuales normalmente no se verían afectadas. Por ejemplo, en el volumen de Runaways 2, número 7, Gert se niega a luchar contra Swarm porque ella es alérgica a las picaduras de abeja y postula que incluso una picadura en Compasión podría acabar con ellas dos.
Aunque Gertrude no poseía poderes, ella parecía tener un alto nivel de inteligencia para su edad, en el primer volumen siendo capaz de entender cómo funcionaba la capa de Cloak, sus poderes y como revivirlos. Mientras que los archivos de Marvel Handbook califican su nivel de inteligencia en 4 sobre 7, siendo razonablemente más alta que la mente promedio, similar a la de Alex o incluso Victor Mancha, ella no es completamente una genio. En el tercer volumen, cuando el equipo se reunió, ella volvió al equipo con Molly quien dice "Es difícil engañar a los guardias cuando todos son psíquicos", aunque se desconoce si era sarcasmo o verdadero. En el primer volumen de sus inteligencia parecían estar en el mismo nivel que Alex Wilder siempre siendo la primera en entenderlo.

## Orígenes conceptuales
En el primer guion original para la serie, Gert era referida originalmente como Gertie. Ella también tenía una relación como de hermanas con Molly la cual Chase tiene en la serie, y fue la que nombró a Molly, 'Bruiser' en lugar de Chase.

## En otros medios

### Televisión
Gertrude Yorkes aparece en la serie de televisión de Hulu Runaways, interpretada por Ariela Barer. Gert es más una activista social sarcástica y se siente atraída por Chase. Ella también actúa como la hermana adoptiva de Molly, cuyos padres murieron en un incendio antes del comienzo del espectáculo. Ella intenta dar tutoría a Chase, pero él no se presenta. Gert se acerca para recoger a Molly, que no quiere estar sola, y van a la casa de Alex.

### Videojuegos
Gertrude Yorkes es un personaje jugable en Lego Marvel Super Heroes 2. Ella aparece en el DLC "Runaways".